# Megaloproctus strongylogaster
Megaloproctus strongylogaster är en stekelart som först beskrevs av Cameron 1887.  Megaloproctus strongylogaster ingår i släktet Megaloproctus och familjen bracksteklar. Inga underarter finns listade i Catalogue of Life.